# Flavio Córdoba
Flavio Córdoba, vollständiger Name Flavio Armando Córdoba Rodríguez, (* 4. Oktober 1984 in Bogotá) ist ein ehemaliger kolumbianischer Fußballspieler.

## Karriere

### Verein
Flavio Córdoba begann 2004 seine Profikarriere in Uruguays Hauptstadt Montevideo bei Huracán Buceo, wo er bis 2005 spielte. Er stand von der Zwischensaison 2005 bis in die Apertura 2007 im Kader des uruguayischen Erstligisten River Plate Montevideo. 2008 und 2009 spielte er für Cúcuta Deportivo und kam dort in mindestens 28 Ligapartien zum Einsatz, wobei ihm ein Treffer gelang. 2009 kehrte er zu River Plate Montevideo zurück. In den Spielzeiten 2009/10 und 2010/11 bestritt er bei den Montevideanern 15 bzw. 12 Spiele in der Primera División und erzielte jeweils einen Saisontreffer. 2011 wurde er an den Ligakonkurrenten Nacional Montevideo verliehen und trug in der Clausura 2011 mit drei weiteren Einsätzen (kein Tor) in Uruguays höchster Spielklasse zum Gewinn der uruguayischen Meisterschaft 2010/11 bei. Zudem absolvierte er zwei Begegnungen (kein Tor) der Copa Libertadores für die „Bolsos“. Ab Ende Juli 2011 folgte eine weitere Leihstation beim kolumbianischen Verein CD Los Millonarios. Dort stehen allerdings in jenem Jahr nur zwei Spiele in der Primera A und eins in der Copa Colombia – jeweils ohne persönlichen Torerfolg – für ihn zu Buche. Sein Verein gewann die Copa Colombia 2011. 2012 schloss sich eine abermalige Ausleihe bei La Equidad in Bogotá an. Seine Einsatzstatistik bei dem kolumbianischen Hauptstadtklub weist 43 Einsätze (drei Tore) in der Primera A, zwei (kein Tor) in der Copa Colombia und einen (kein Tor) in der Copa Sudamericana aus. 2013 kehrte er abermals zu River Plate Montevideo zurück und lief in der restlichen Spielzeit 2012/13 in zehn Erstligaspielen (kein Tor) auf. 2013/14 stehen 14 Erstligabegegnungen (kein Tor) und vier in der Copa Sudamericana (kein Tor) unter seiner Mitwirkung zu Buche. In der Saison 2014/15 wurde er dreimal (kein Tor) in der Primera División und einmal (kein Tor) in der Copa Sudamericana 2014 eingesetzt. 2016 stand er wieder im Kader von La Equidad und bestritt dort 13 Erstligaspiele (kein Tor) und vier Begegnungen (kein Tor) in der Copa Colombia. Nach dieser Saison beendete er 2017 seine Karriere.

### Erfolge
- Uruguayischer Meister: 2010/11
- Copa Colombia: 2011